# 屋台

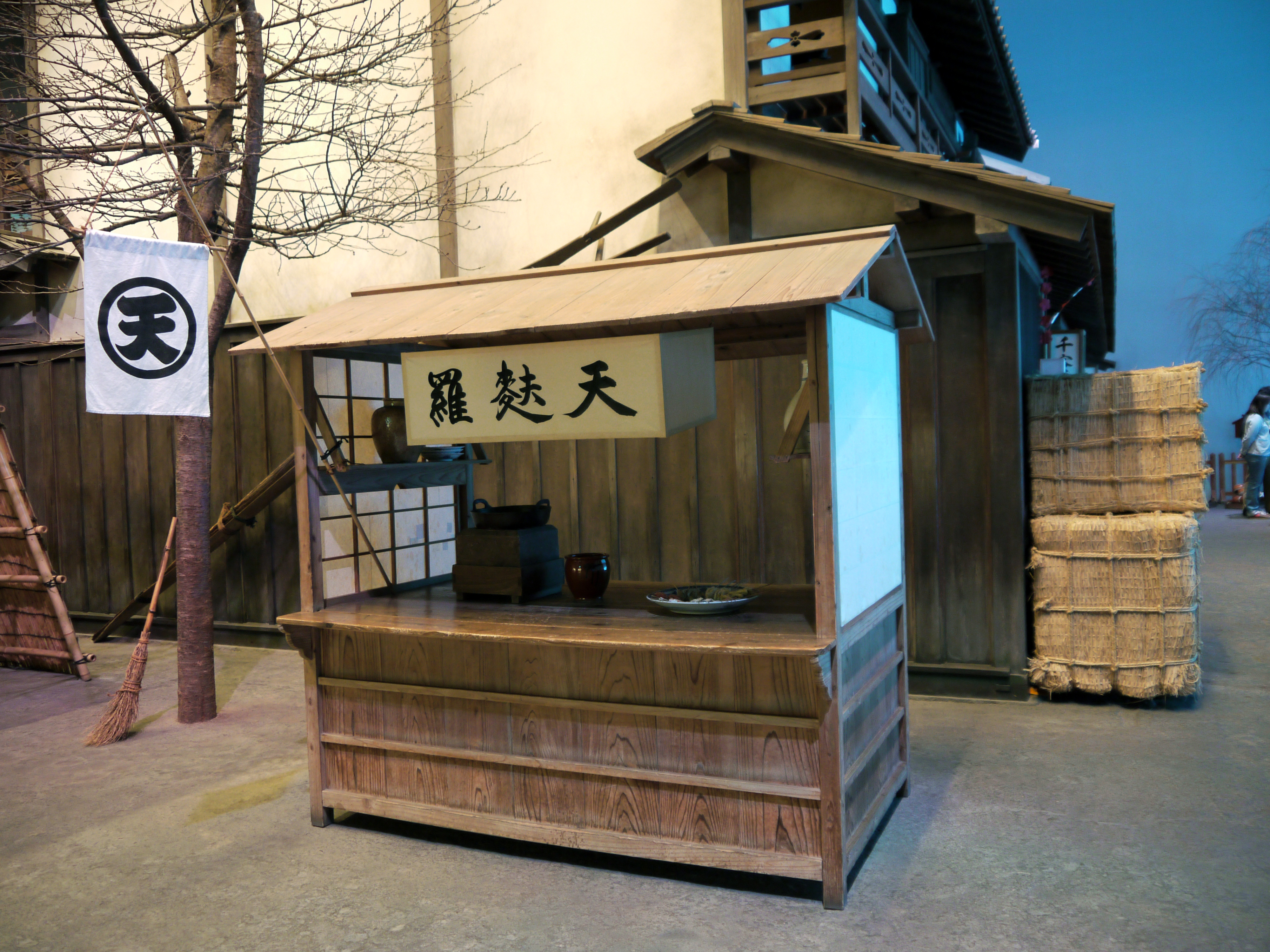
江戸時代後期の天ぷら屋台（深川江戸資料館）

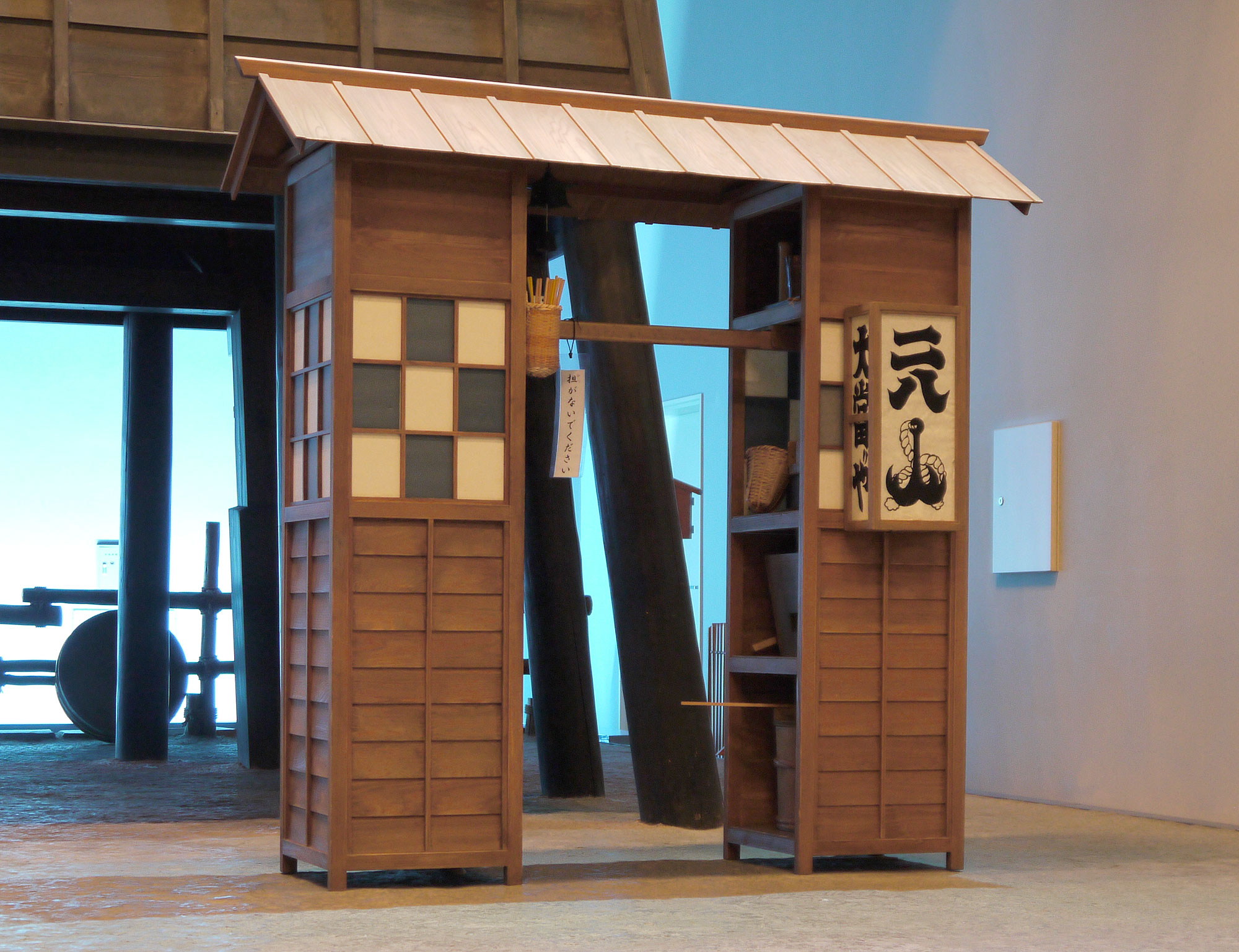
江戸時代後期の「風鈴蕎麦」（深川江戸資料館）

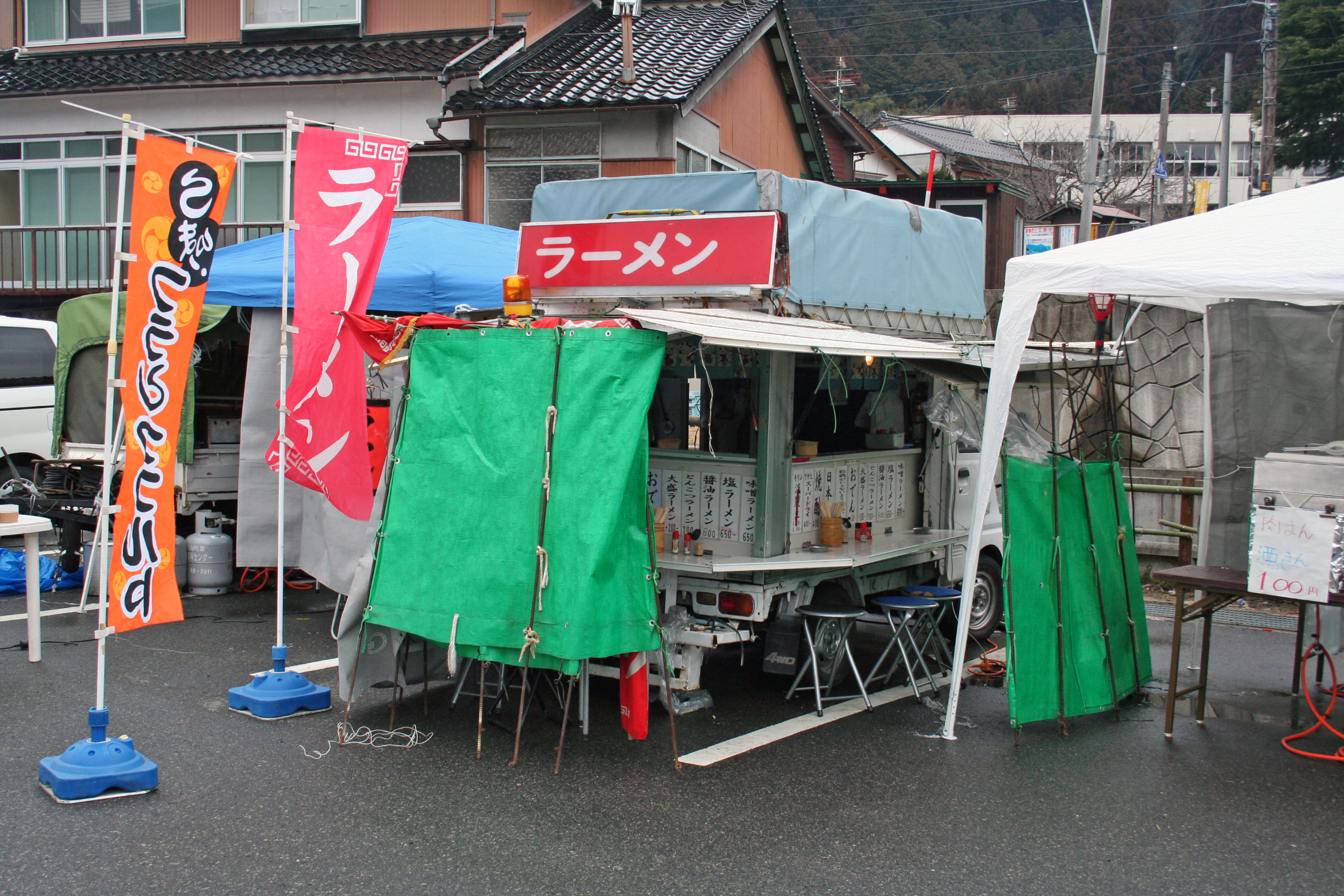
ラーメンの屋台

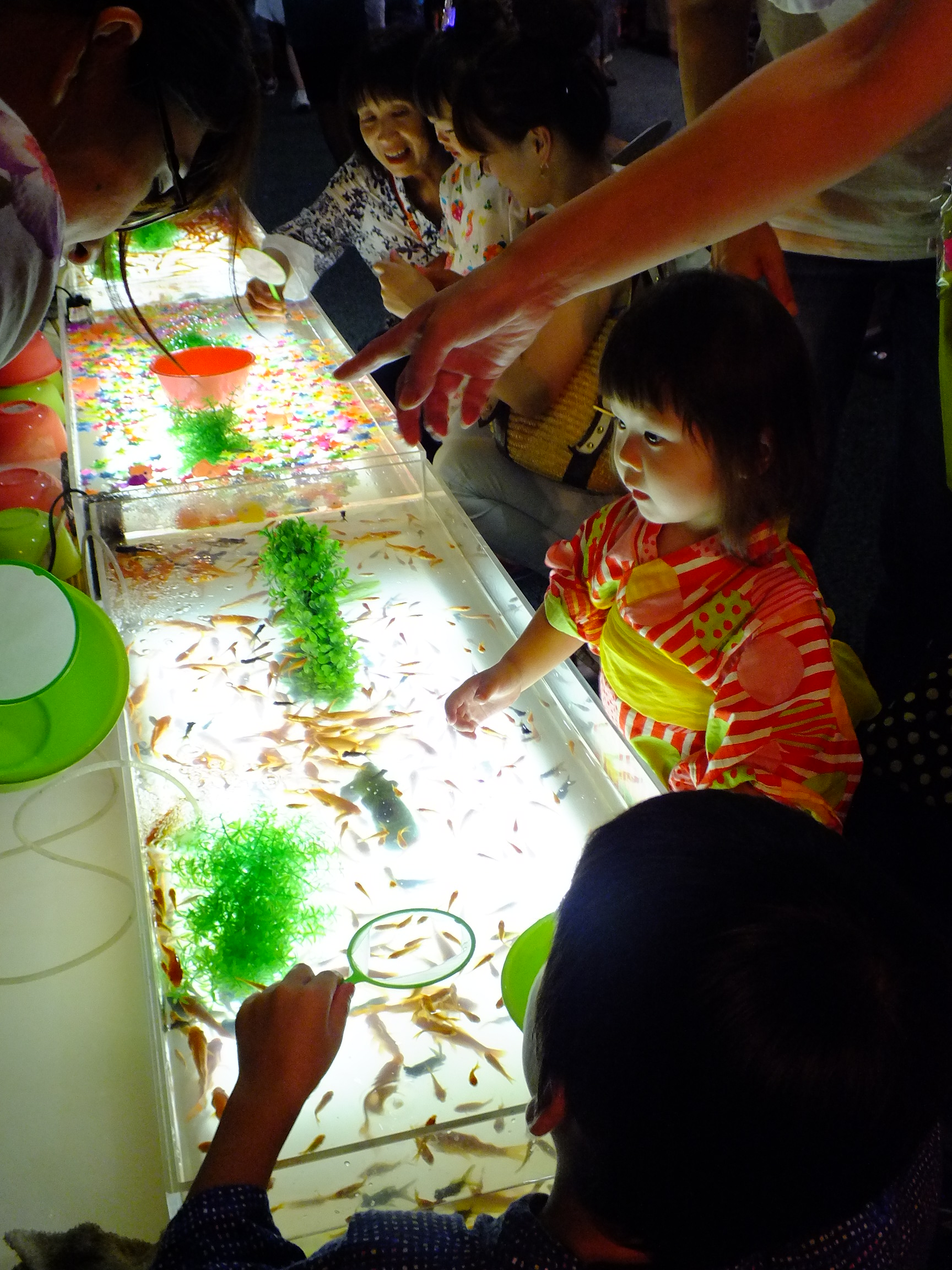
夜店の金魚すくいの屋台

屋台（やたい）とは、屋根が付いていて、移動可能で、飲食物や玩具などを売る店舗。

## 日本の屋台

### 形態
屋台は飲食店などが出す店舗の一形式で、露店（道路や広場などの露天において簡易的な店舗を設営して主に現金取引をする店の総称）の店の造りによる一分類とすることがある。
大阪府などでは露店を「出店の都度組み立てる組立式店舗または屋台」と定義している。一方、京都府の露店等営業取扱要領では、露店は「組立解体できる構造であって、出店の都度運搬、使用する店舗をいう。」としており、屋台は「屋根及び車輪を有し、移動しながら営業する事が可能な店舗をいう。（自動車による営業を除く。）」としている。福岡市の「福岡市屋台指導要綱」では、屋台の構造について「屋台の構造は，容易に移動することができるものとすること。」とし、屋台営業の終了後の措置等として「屋台及び器材等を公共の場所に放置しないこと。」としている。
なお、露店を店の造りで分類する場合、屋台のほか、三寸（縁日の焼きそば屋のように台を使用する店舗）、小店（三寸よりも小さい台を使用する店舗）、ビタ（地面にござなどを敷いて商品を陳列して販売する店舗）に分けることがある。
法律上、屋台の形態に応じて、食品衛生法上の屋台営業の許可、道路法上の占用許可、道路交通法上の使用許可、その他自治体ごとに定められた条例による許可（例として福岡市公園条例による公園における行為の許可）などが必要になる。

### 歴史

#### 近世
江戸は元々男性の単身赴任者や独居老人が多い町であったが、明暦の大火以降労働者が流入して外食の需要が高まっていた。それに伴って煮売り、焼売りと呼ばれる料理屋が急増した。店舗で商う場合には「店にて売り」と呼ばれたが、大半は担い売りと呼ばれる路上営業の屋台であった。
握り寿司や蕎麦切り、天ぷらといったすぐに提供できる食べ物が屋台で提供された。その後におでん、焼き鳥店も出現し、軽食やおやつの外食が広がった。
屋台は、寺社の門前や大店の立ち並ぶ通りといった人の集まりやすい場所に出現した。江戸の各所に設定されていた広小路や火除地には、床店と呼ばれる移動可能な店舗や屋台が密集し賑わっていた。また、港や河岸といった船が密集する場所では、売々船（うろうろぶね）呼ばれる水上の屋台が船員を相手に飲食物を提供していた。
一方上方は、屋台を利用する文化の伝播が遅く、「店屋物（てんやもの）」という言葉ができるほど、外食に対して根強い抵抗があった。

#### 現代

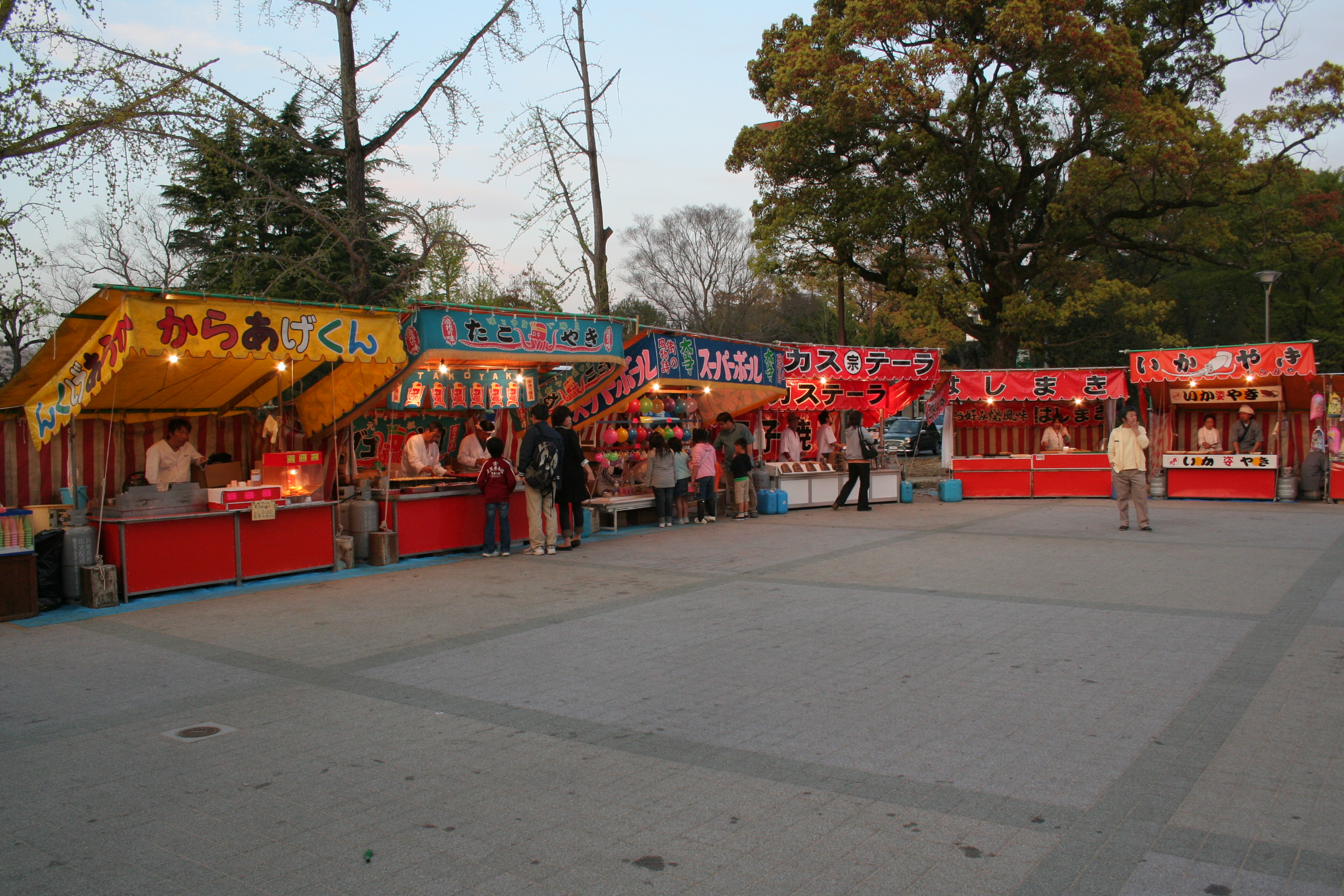
様々な屋台

第二次世界大戦後、闇市の屋台が広がっていった。正月の寺社や縁日など大きな行事の場所にはたこ焼き、焼きそば、綿菓子、玩具などを取り扱う屋台が出店する。このようなイベントに出店する屋台は、的屋と呼ばれる人たちによって営まれている場合が多かった。
- 春のまつりの屋台

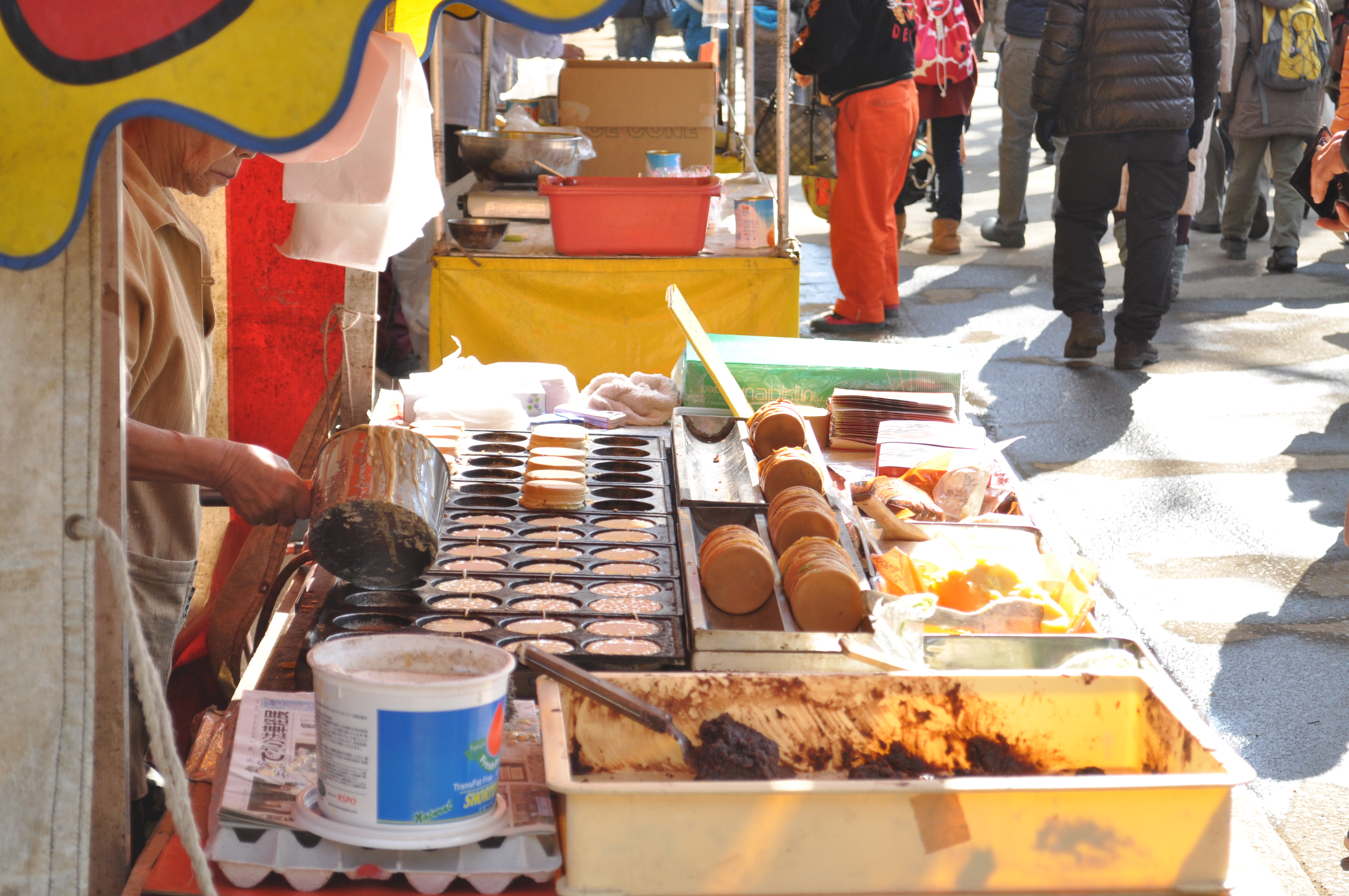
今川焼きの屋台
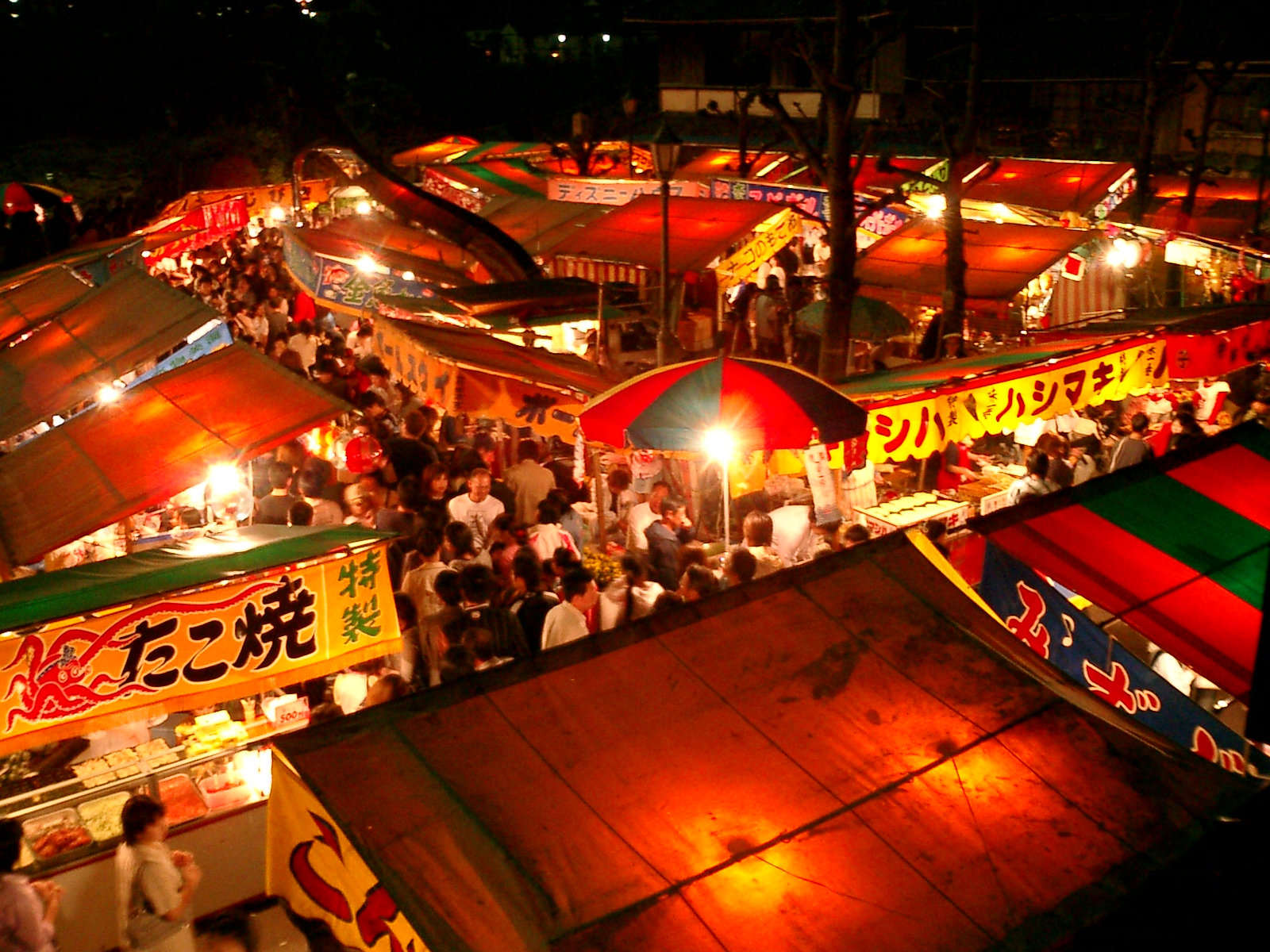
まつりの屋台
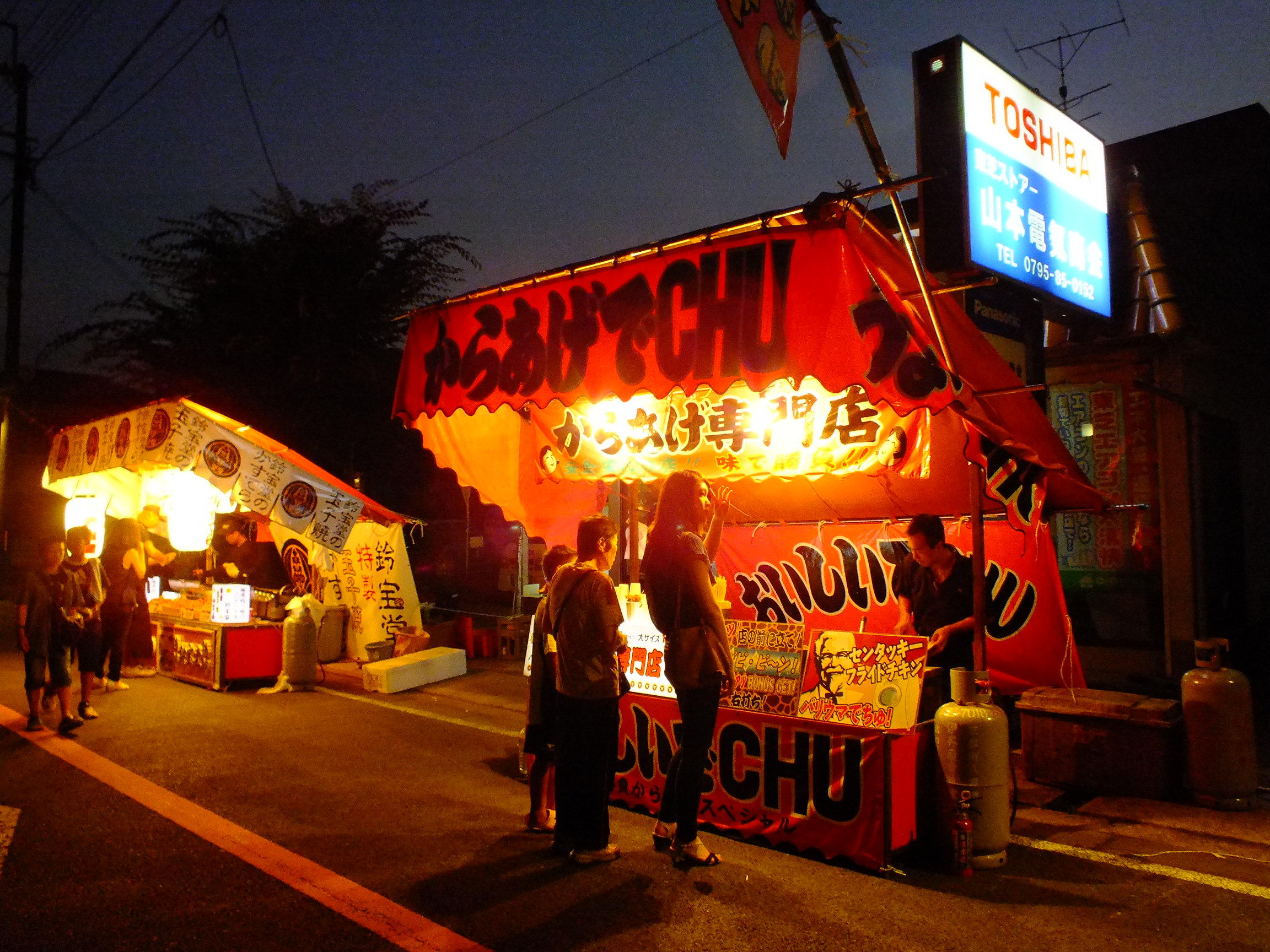
まつりの屋台
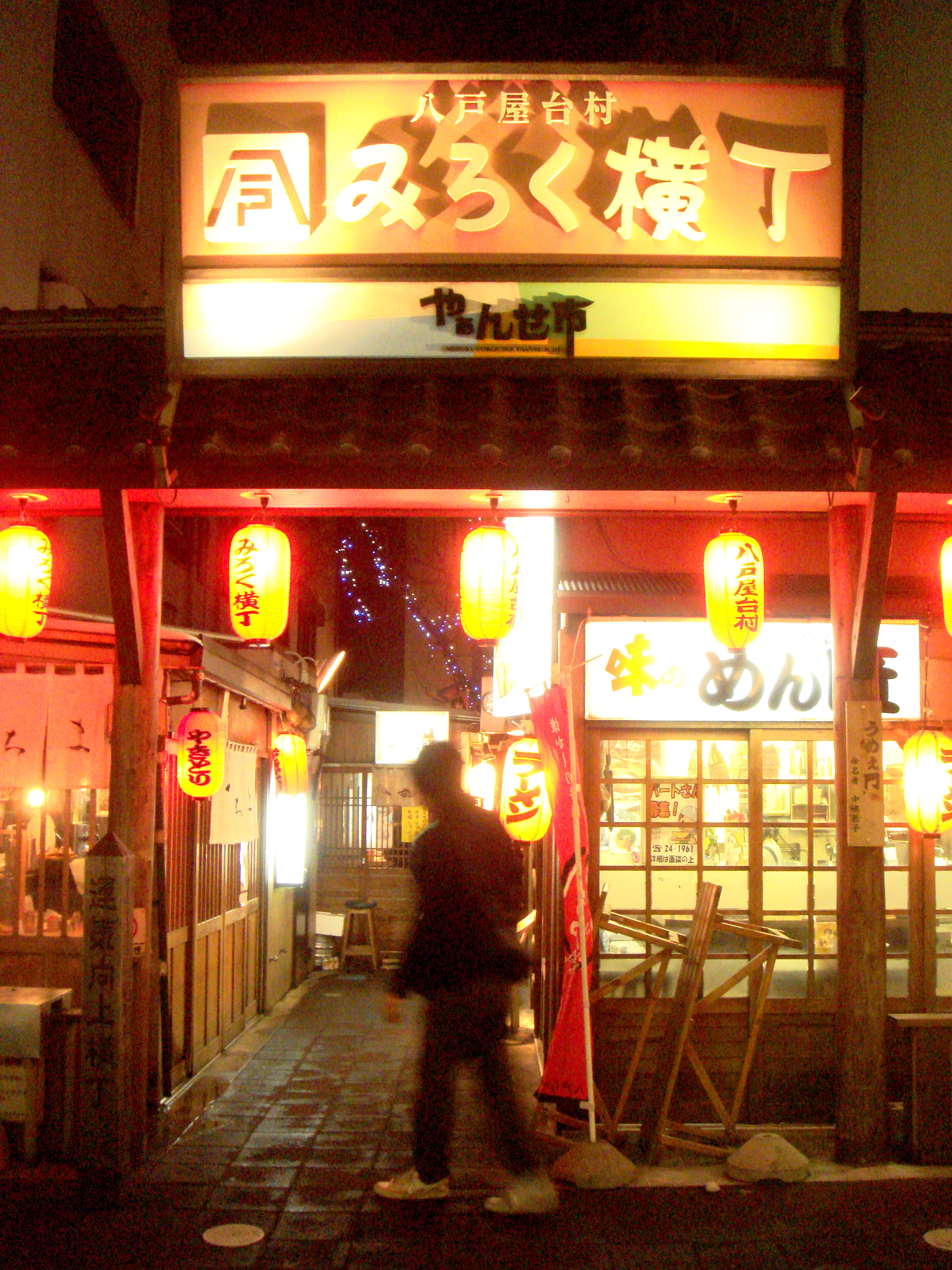
屋台村

また、気仙地区の式年大祭は、これとは別に囃子屋台が出ており、花輪ばやしや、日高火防祭のような屋台が出ている。内陸部に於いては、男装の少年少女が、たくさん乗り込んで、太鼓を叩く。比較的、小型で、音響を載せた屋台もあった。手踊りは、ほぼカラオケ音源だが、笛太鼓に乗せる物もあった。
不法占拠等の問題もあるため、日常の路上屋台は行政の取締りによって減少していき（#行政による規制を参照）、21世紀には福岡市のように観光目的で残されたものを除いて非常に少なくなっている。

#### 福岡の屋台

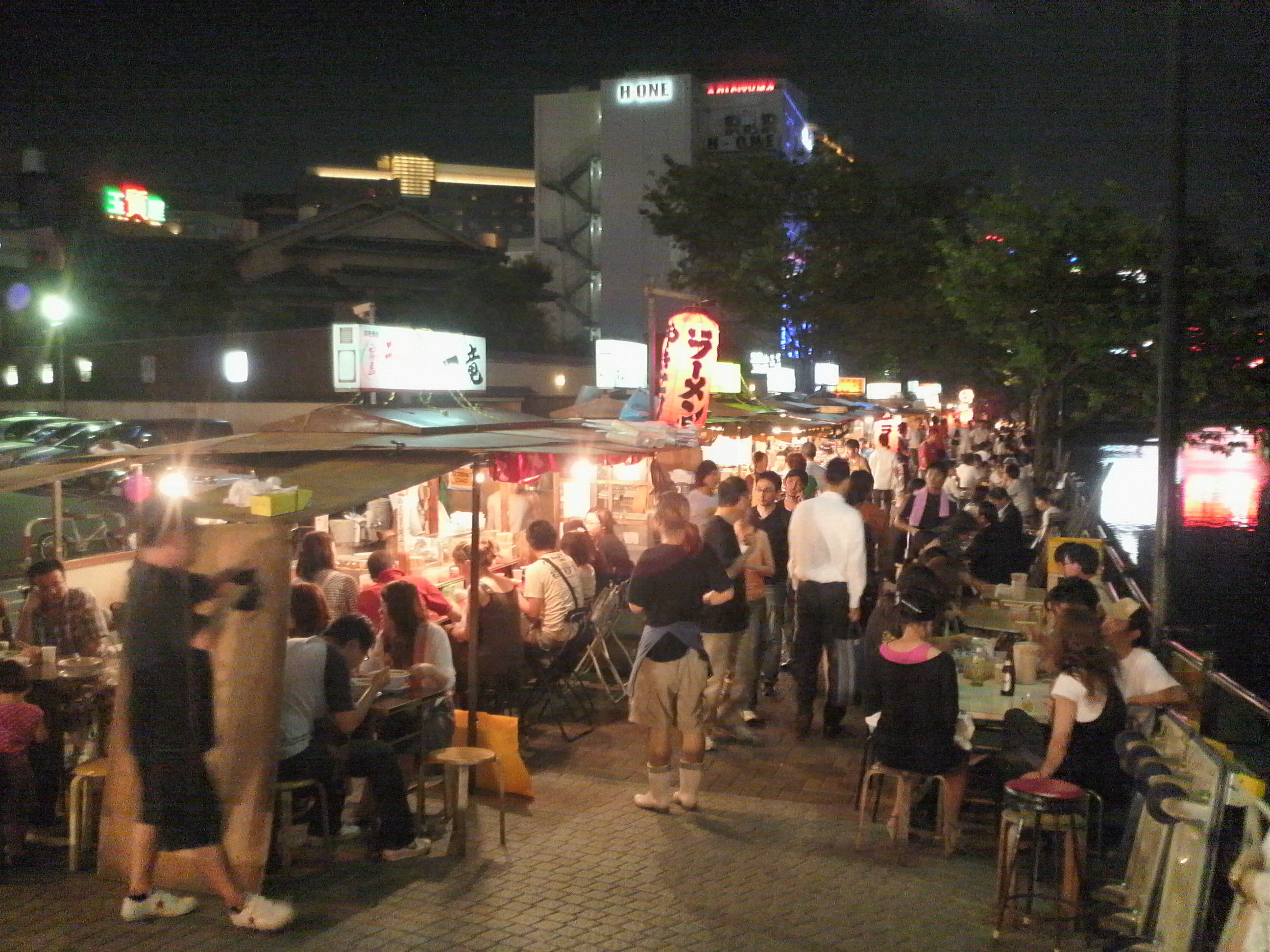
博多区中洲に立ち並ぶ屋台

2021年現在、福岡県福岡市内の路上や福岡市が管轄する公園内で営業する屋台数は99店と数えられている。これは全国の屋台（移動販売を除く）の約4割を占め、そのほとんどが博多区中洲・中央区天神・長浜地区など福岡市中心部に集中している。
福岡市屋台基本条例や福岡市屋台基本条例施行規則、福岡市屋台指導要綱によると、屋台営業は屋台を一定の時間一定の場所に設置して行う飲食店営業をいうとされている。また、屋台の構造について「屋台の構造は，容易に移動することができるものとすること。」とし、市道等での屋台営業の時間は、原則として、屋台の設置及び撤去の時間を含めて、午後5時から翌日の午前4時までとされている（福岡市屋台基本条例施行規則第7条）。
営業が始まる夕方ごろには「引き屋」と呼ばれる専門職の人が車やバイクで牽引し、所定の場所へ移動・固定される。電気は屋台を営業する場所に専用の電源を持ち、水道は近くのビルと契約している。ガスは自前のプロパンガスが使用される。冬場などは寒さ対策として戸板やビニールシートなどが利用される。また、天気が悪い日などには休業する店が多いため、問い合わせ用に旅行ガイドブックなどへ携帯電話の番号を公開している屋台もある。
提供される料理の種類は多岐にわたり、定番であるラーメンのほかにもおでん、もつ鍋、焼き鳥、鉄板焼き、天ぷらといったメニューを掲げる店も多い。カクテル専門・西洋料理専門・沖縄料理専門の店などもある。食品衛生上、非加熱の食品は置いてはならないことになっている。
- ウィキメディア・コモンズには、福岡博多屋台に関するカテゴリがあります。

### 行政による規制

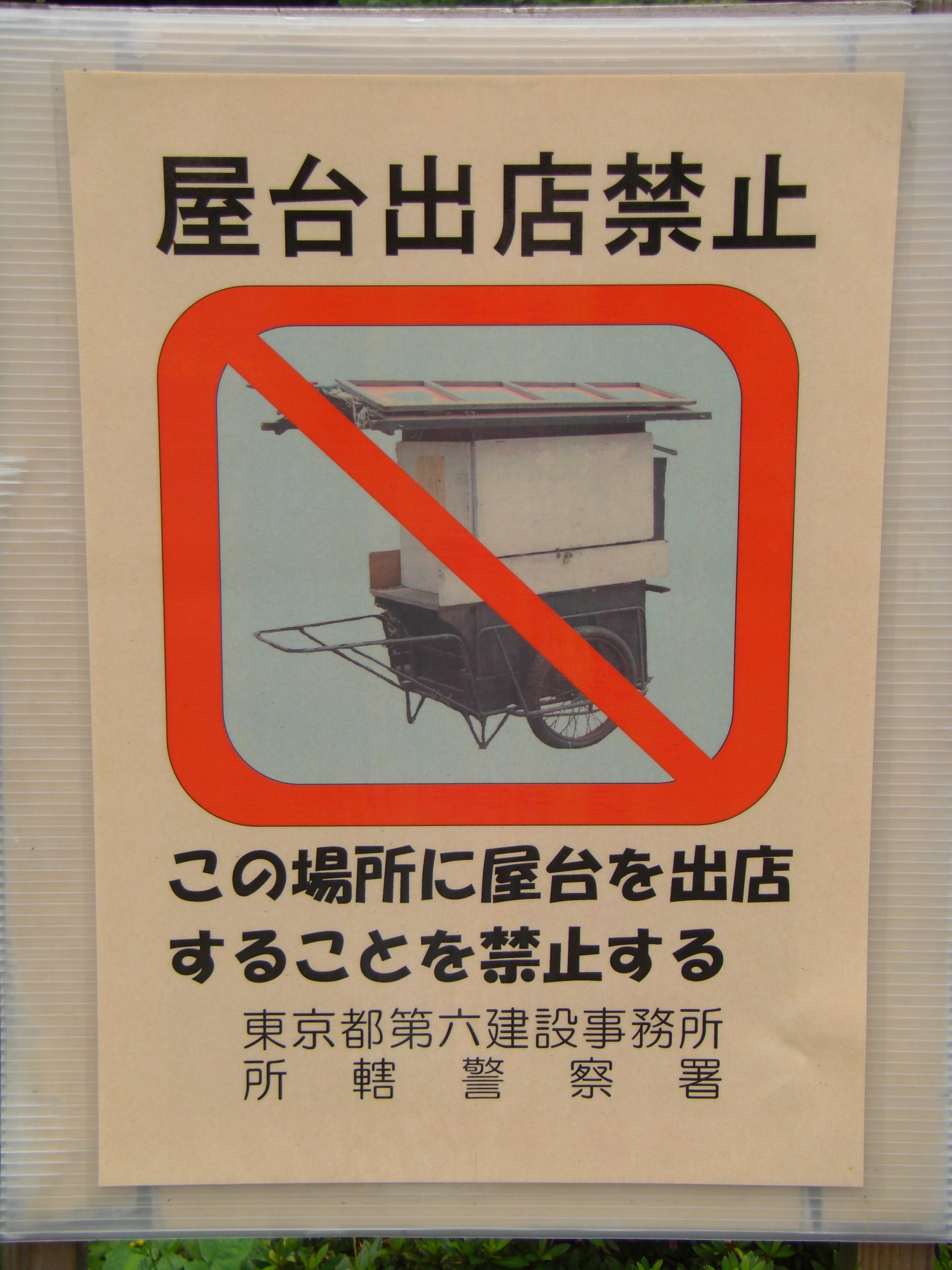
屋台出店禁止

食品衛生法・消防法・道路法・道路交通法などの法律によって規制が行われた。1964年の東京オリンピックも機になり、非衛生的な屋台の一斉排除が行われた。また21世紀に入ってから暴力団排除条例の施行により、暴力団への用心棒代を渡す利益供与は禁止され、暴力団員などによる屋台営業の排除も進んでいる。福岡市では、屋台を対象にした屋台基本条例が2013年に制定されている。
しかしその後も、暴力団との関係を隠して屋台の出店許可を得たとして、暴力団関係者が詐欺容疑で逮捕された例がある。2019年2月には、代々木公園の7軒の屋台が暴力団関係者による出店であったとして、東京都から営業許可の取り消し処分を受けている。
歩道を塞ぐ、臭気を発するという理由で近隣住民から嫌われることがあり、工事やイベントで一時的に営業をやめた屋台が同じところで営業を再開しようとしたのを住民達から阻止されたケースがある。
一例として、横浜駅西口では帷子川沿いに10軒程度のおでん屋が軒を連ねる「おでん屋台」が名物だったが、2016年1月末で消滅した。高知市でも、行政が黙認する形で屋台が立ち並んでいたが、2024年3月に一斉に取締りを行い、廃業か実店舗に転換した。
営業には、食品衛生法に基づく保健所の営業許可や道路交通法に基づく警察署の道路使用許可が必要となる。これら許可を取らないまま違法営業を行う屋台や移動販売も少なからずあり、電気・給水・排水・トイレの確保やゴミ処理等衛生面での問題、深夜の騒音問題、料金を巡るトラブルや、道路を占拠し交通を妨害するなど抱える問題も多くある。

#### 福岡市における行政の対応
福岡市では福岡市屋台基本条例、福岡市屋台基本条例施行規則、福岡市屋台指導要綱（平成12年告示第119号）により、屋台の営業についての規則が定められている。
- 福岡市屋台基本条例
  - 第7条 - 市道等の屋台営業では市道等占用許可、道路使用許可及び飲食店営業許可を受けること。公園の屋台営業では公園占用等許可及び飲食店営業許可を受けること。
  - 第14条 - 市道等許可占用者は道路占有料を納入すること。
- 福岡市屋台基本条例施行規則
  - 第7条
    - 屋台の規格は、客席、調理場及び器材置場並びに囲いを含めて、間口3メートル以内、奥行2.5メートル以内とすること。
    - 市道等占用許可を受けた場所の占用時間は、屋台及び器材の搬入及び搬出を含めて、午後5時から翌日の午前4時までとすること。
    - 客席や囲いを除く機材で規格内への設置が困難なものについては、間口5メートル、奥行き3メートルの範囲内に、歩行者等の安全な通行の妨げとならないように設置すること。
    - 営業時間外に路上に屋台、器材及び車両を放置する事は禁止される。

福岡県・福岡市・福岡県警察とも、衛生面などの問題から規制してきた。これに対して屋台側は、福岡市議会や厚生省（当時）を巻き込み抵抗運動を行ってきた。
1962年には、営業許可基準、道路使用許可制度、道路使用取扱要綱などが決定された。1970年代に入ると県警が道路使用許可の名義変更を認めない方針を打ち出すが、1973年に屋台側が県警と交渉し、条件付で名義変更を認める譲歩案を引き出した。懸案だった名義変更問題も一応の決着を見た。しかし、1981年8月ごろから道路使用許可問題が再燃し、さらに市の屋台に対する基本認識問題も検討継続となった。
1994年10月には、県警が道路使用許可の名義に関して「屋台に関しては営業者一代限り、生計を共にする親族以外へは使用許可を受けた屋台の譲渡を認めない。また、親族であっても屋台以外に収入のある者へは譲渡を認めない」との方針を打ち出し、これ以降の屋台の売買譲渡は不可能となった。
福岡市は、屋台は観光資源でもあることから、道路使用許可の条件に満たない屋台の使用許可もなかば黙認していたが、その存在を法的に認めていなかった。このグレーゾーン状態を解消するため、1996年から福岡市は「屋台問題検討会」を発足させ、基本方針を検討。2000年5月18日に「福岡市屋台指導要綱」を告示。屋台を合法的な存在と認める代わりに、屋台に関する様々な規制を明確化し、要綱に合致しない屋台の移転・再配置を明示した。規制を嫌い実店舗に転換するか廃業した屋台も多い。2013年には、屋台の大きさや道路を使用できる時間などを明記した福岡市屋台基本条例が制定された。
2017年2月に福岡市の屋台の減少や、悪質な屋台を減らす、名義貸しの問題が課題として、新規に経営者の公募を行うこととなったが、天神地区の組合長が審査用紙を添削していたことが発覚、許可取り消しの経営者が福岡市を提訴した。福岡市は責任を否定している。今後の屋台に対する行政の課題点とされる。公募制の仕組みとしては、福岡市側で出店地区と空きスペースを提示し（ちなみに歩道である）そこに希望者が希望順位を付けて応募するという形で公募する。
2017年の屋台公募制から2023年まで公募屋台がそれ以外の屋台の減少分を埋める形で参入しており、屋台数は100前後で横ばいとなっている。

## 東アジアの屋台

### 台湾の屋台

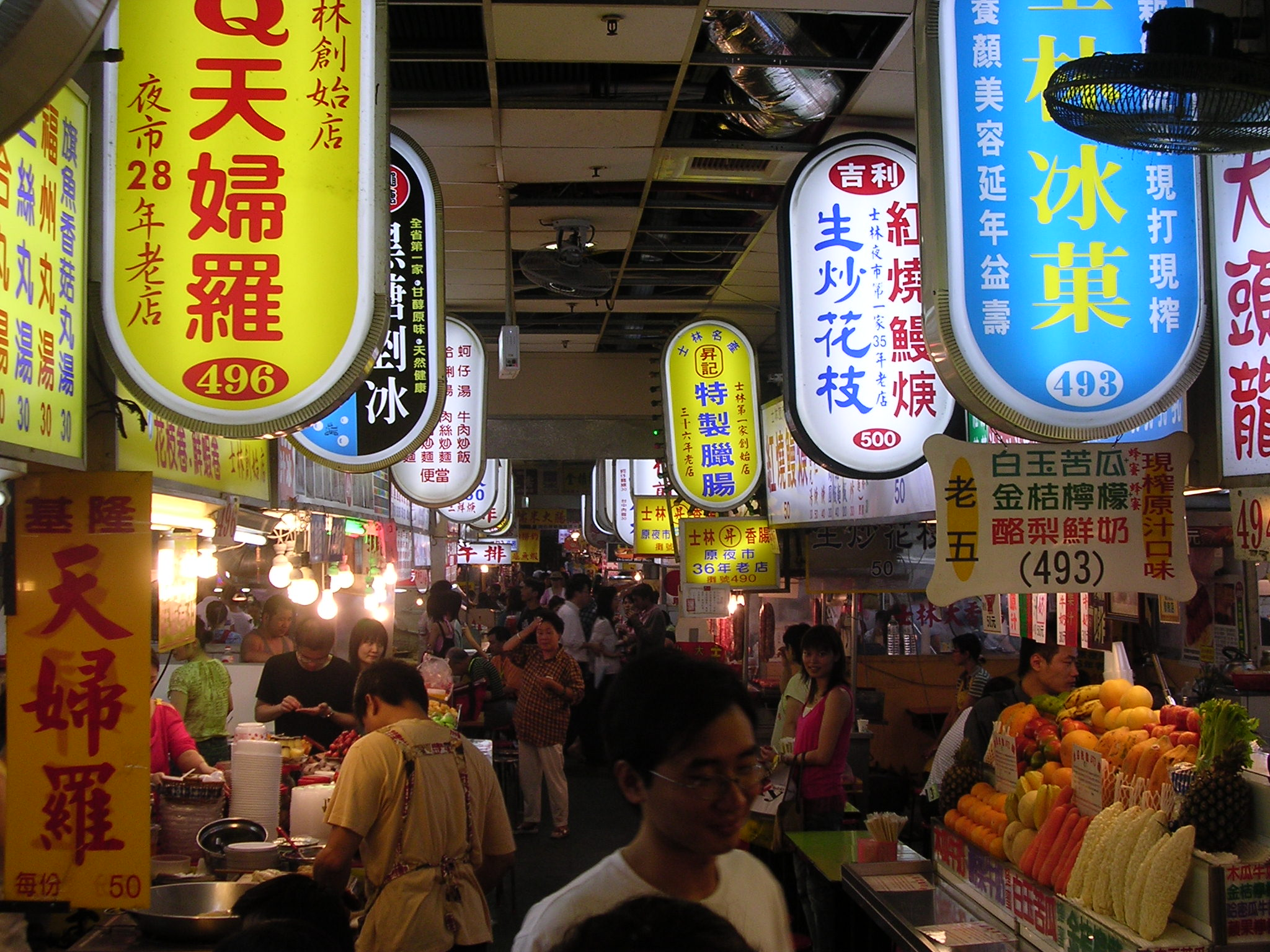
士林夜市

台湾では、早朝から粥、麺類、滷肉飯（魯肉飯）、米加工品、サンドイッチ、フレンチトースト、おにぎりなどの軽食と豆乳、牛乳、コーヒーなどを売る屋台が、駅や市場の周辺、商店街などで営業を始め、朝食を取る人が訪れる。昼も同じような場所で、昼食に適した麺類などを売る屋台が出る。一般に都会では人々は朝食は家で取らず屋台で済ます場合が多い。それだけに屋台は人々の生活に密着した存在となっている。
主な都市では、特にホーロー人地区に夕方以降から深夜にかけて夜市（中国語：ye4shi4 イエスー）に屋台が登場する。台湾語では「路邊攤」（ローピータアー, lou7-piN7-taN3-a2）と呼ばれる。路面全体を歩行者天国にするか、あるいは両側の路肩だけを利用した道路の一定区画に屋台が並ぶ。これらの屋台の中には、麺類、揚げ物、炒め物、煮込み料理、スープ、菓子類、カットフルーツ、ジュース、日本起源のたこ焼き、おでん（黑輪と表記）、どら焼き、回転焼き、かき氷、刺身、寿司など多様な食品を提供するところもあれば、衣料品や雑貨を売る店もある。また、海老巻き、棺材板、阿給、カキ料理、カジキ料理、ハタスープ、アナジャコなど、地方独特または地方名物の食品を出す店もある。このため、地元民だけでなく海外からの観光客にも人気が高い。
有名な夜市として、北台湾最大規模の台北市士林地区の「士林夜市」、大同区の「寧夏夜市」、萬華区の「華西街夜市」、松山区の「饒河街観光夜市」、台湾師範大学近くの「師大夜市」、台湾大学本部近くの「公館夜市」、新北市永和區の「楽華夜市」、中台湾最大規模の台中市の「逢甲夜市」、南台湾最大規模の台南市の「花園夜市」、高雄市の「六合夜市」などがある。小都市の夜市は土曜日だけなど限られた日に立つ。

### 中国の屋台
中国でも台湾に似た形態の屋台が見られるが、売る食品は地域ごとに異なる。たとえば北京で見かける食品では、天津煎餅、焼き芋、茹でトウモロコシ、甘栗、シシカバブなどが多い。上海周辺ではちまきもよく売られている。
地域によっては夕方以降、歩道や広場を使って衣料品、雑貨類を販売する大規模な市場が現れたり、歩行者天国状態にした、食品の屋台街が現れる場所もある。屋台街では、炒め物や揚げ物を中心とした本格的な中華料理を出す店も少なくない。サソリ、セミなどの揚げ物といった、他の国では見慣れない食品が扱われている場合もあり、地方独特の料理を出す店もある。また、台湾からアイデアを取り入れたソーセージの回転焼き、炒めアイスクリームなどを出す店はたまにあるが、台湾でよく見られる日本起源の食品はほとんど見られない。

### 香港の屋台

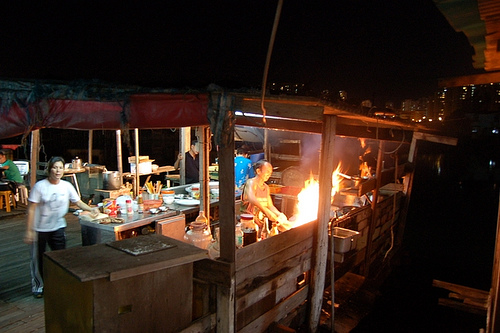
大牌檔

香港では、「大牌檔（広東語 ダーイパーイドン）（中国語版の記事）」と呼ばれる屋台が広東料理を中心に麺類、粥、炒め物などの中華料理を出すが、1980年代以降路上での営業は禁止される地域が増え、基本的に公園の一角のような定められた場所に集められて営業している。ほかに、自動車を利用した移動販売店舗も認められるが、許可取得に要する費用が高く、営業できる場所も制限を受けるため、日本のように一般的ではない。
これ以外に、プロパンガスコンロを仕込んだカート（荷車）を使って煮込み料理、揚げ物、鶏蛋仔という菓子などを売る業者が街角に現れることがあるが、基本的に無資格販売であり、警官がパトロールに現れると、蜘蛛の子を散らすようにカートを押して逃げる姿が見られる。
夜に道路を利用して店舗を出す例では、九龍半島の廟街（男人街）や西洋菜街（女人街）が有名であるが、衣料品や雑貨の販売に限られる。他に深水埗の鴨寮街では昼から電気製品や古物を売る屋台が出る。1980年代までは、香港島の上環大笪地に大規模な屋台群が出て、プアマンズナイトクラブ（平民夜總會）と呼ばれた。

### 韓国の屋台

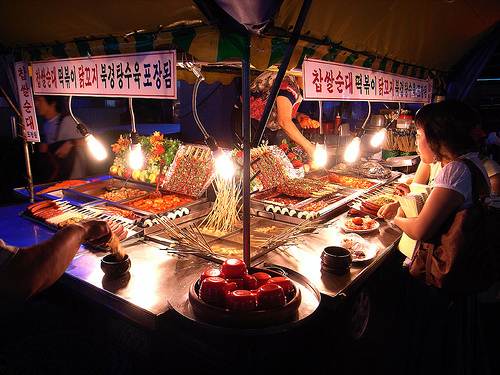
韓国のポジャンマチャ

韓国の屋台には、ノジョム（노점, 露店）とポジャンマチャ（포장마차, 「布帳馬車」＝幌馬車）がある。ノジョムはトッポッキ、キムパプ、トースト（ホットサンドのこと）などの軽食や、ホットク、プンオパンなどのおやつ類を販売し、立ち食いが主となる。いっぽうポジャンマチャは可動式の飲み屋で、椅子を置き、周囲をビニール幕などで覆うことが多い。リヤカーを改造した程度の小規模なものが主流だが、周辺にテーブルセットをいくつか配して大型の店舗形態を成すものもある。メニューは、酒肴となるモツや魚介の炒め物、スンデなどから、スープや麺類まで幅広い。

## 東南アジアの屋台

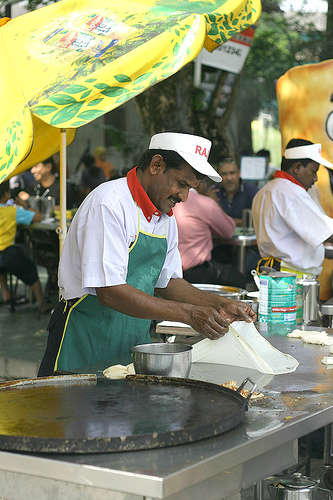
ロティ・チャナイの屋台、マレーシア

日本では屋台は祭りの軽食や、あるいは夜の簡易酒場といった位置づけになりがちなのに対し、東南アジアでは屋台は庶民の生活により密着した存在である。昼食から営業し、持ち帰り用、あるいはその場で簡単な椅子とテーブルを備え本格的な料理を供する場合が多い。お互いの店舗で厳しい競争にさらされていることが多いため、一般的に値段が安く、味も満足のいく場合が多い (en:Mamak stall)。

### タイの屋台
タイには、本格的な食事を提供する屋台から、簡易屋台まで様々な種類がある。タイ料理としては、ガイ・ヤーン（タイ風焼き鳥）、サテ（豚肉、牛肉）、トムヤムクン、空心菜炒めや、ご飯ものとしてはカオカムー（豚足煮込みご飯）、カオマンガイ、カオ・パット、ゲーン（タイカレー）、麺類としてはパッタイ、バミー（汁有、無し）、クァイティオ（太麺、細麺等）、サラダ類としてはソムタムやヤムウンセンがある。中華料理としては、肉まん、バクテー、揚げ餃子、点心（焼売など）、チャーハン。インド料理としてはカレー、ナン、タンドリーチキンがある。ケバブなどの中東料理もある。簡易屋台でも果物、ガイ・ヤーン、生絞りジュースなど様々なものが売られているが、特徴的なもので食用の昆虫や焼きおにぎりのようなものなど、イーサーン料理を起源とするものもある。

### マレーシアの屋台
ナシゴレン、ミーゴレン、ナシアヤム、アヤムゴレン、ソトアヤムなどのマレーシア料理、ラクサなどのニョニャ料理、カレー、ナン、ロティなどのインド料理、チャーハン、点心、バクテーなどの中華料理などが挙げられる。簡易な屋台ではスイカ、パイナップル、パパイヤなどの果物、オレンジ、ココナッツ、リュウガンなどのジュースや豆乳などの飲料、クルプックや焼き鳥、サテなど様々なものが売られている。

### シンガポールの屋台
屋台を室内に集めたフードコートのようなホーカーセンターがある。

### インドネシアの屋台

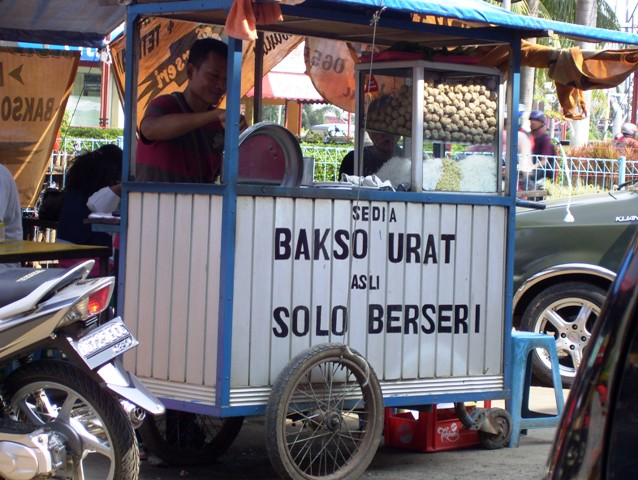
バッソ（牛肉団子）を売るカキリマ

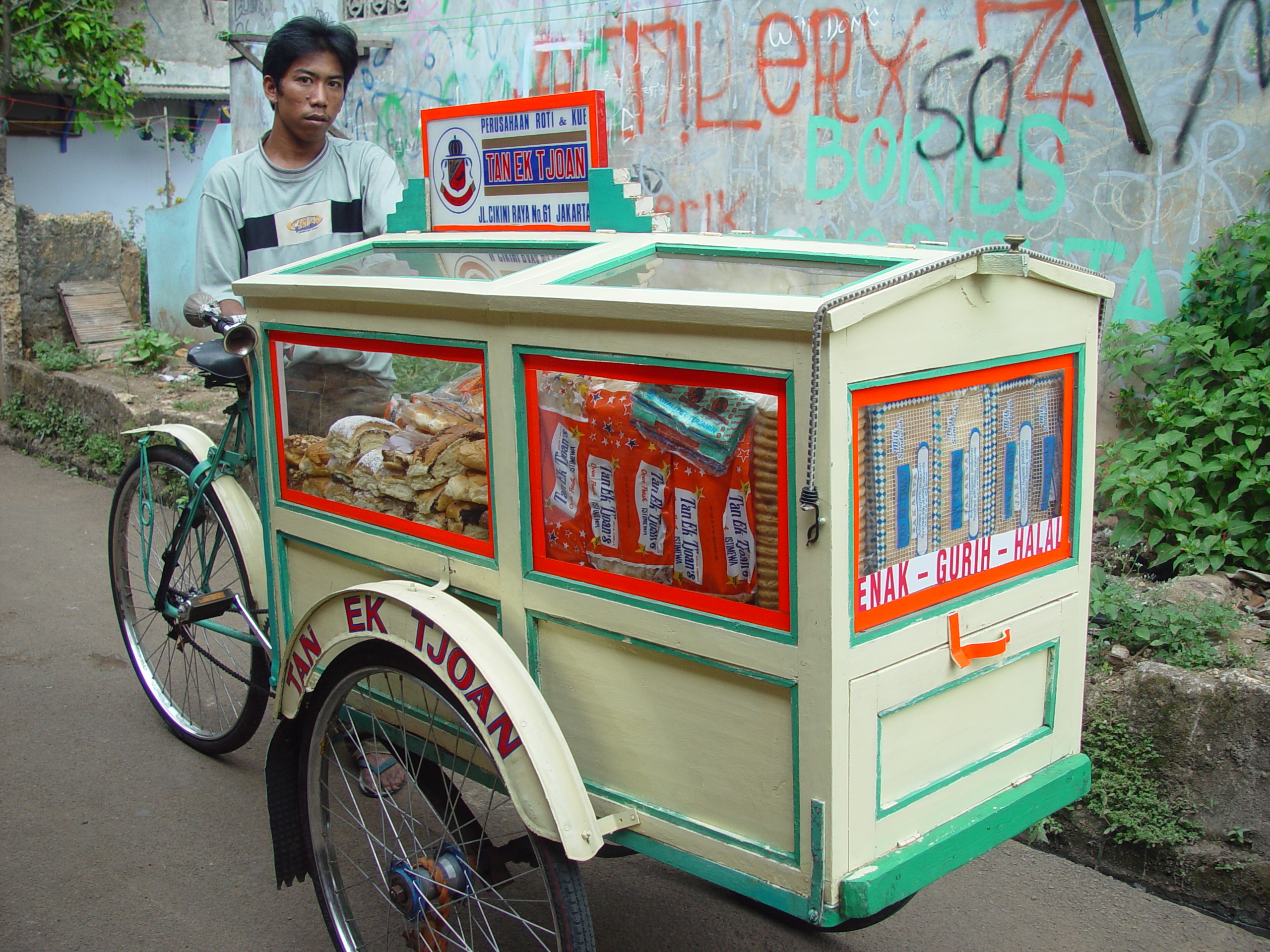
移動式屋台のパン屋

カキリマ (kaki lima) と呼ばれる屋台では麺料理、サテ（鶏肉のサテアヤム、山羊肉のサテカンビン、パダン風のサテパダンなど）、マルタバッ (martabak)、ソトアヤム、ピサンゴレン（pisang goreng、揚げバナナ）、ブブカチャン・ヒジャウ（bubur kacang hijau、緑豆粥）、魚介料理などを販売している。カキリマの本来の意味は「5フィート」で、歩道の幅を指し、食べ物やその他の物品を歩道で販売する事を表す言葉である。
屋台の営業時間は食べ物の種類によって異なる。早朝から営業する屋台はブブアヤム（bubur ayam、鶏粥）、緑豆粥など。正午から営業するのはラクサ、ゴレンガン（gorengan、揚げ物各種）、ソマイ（siomay、ピーナッツソースで食べる魚の焼売）、バタゴル (batagor)、トゲゴレン (toge goreng)、麺料理、ソトアヤム、かき氷の屋台である。午後4 - 5時からの営業はミーゴレン、ナシゴレン、サテ（サテアヤム、サテカンビン）、マルタバッ、ピサンゴレンの屋台などである。都会の夜を繁華街の歩道で営業するカキリマが街を賑やかにする。
移動式屋台は、荷車・改造した自転車・オートバイに乗った物売りである。パンを始め、麺料理、ミー・パンシッ（mi pangsit、ワンタン麺）、バーワン、トゲゴレン、鶏粥、ソマイを売る。移動式屋台は、独特の掛け声や鍋・椀・竹を叩いて販売料理を宣伝する。
ジョグジャカルタ市の繁華街マリオボロ通り (Jalan Malioboro) には地面の上にマットを広げたレセハン (lesehan) という屋台があり、主にグドゥッを商う。ジャワ語で「レセハン」とは床に座るという意味である。ストリートミュージシャンが必ず現れ、客から貰う小銭を期待して歌を歌う。
また、同市で夕方から営業するワルン (warung) はアンクリンガン (angkringan) と言う。コーヒーなどの飲み物とスナックや、セゴクチン（segå kucing、ネコご飯の意）という数口分のご飯とおかずを販売する。アンクリンガンはジャワ語でリラックスして座るという意味で、ジョグジャカルタの薄暗いところで世間話をする場所である。

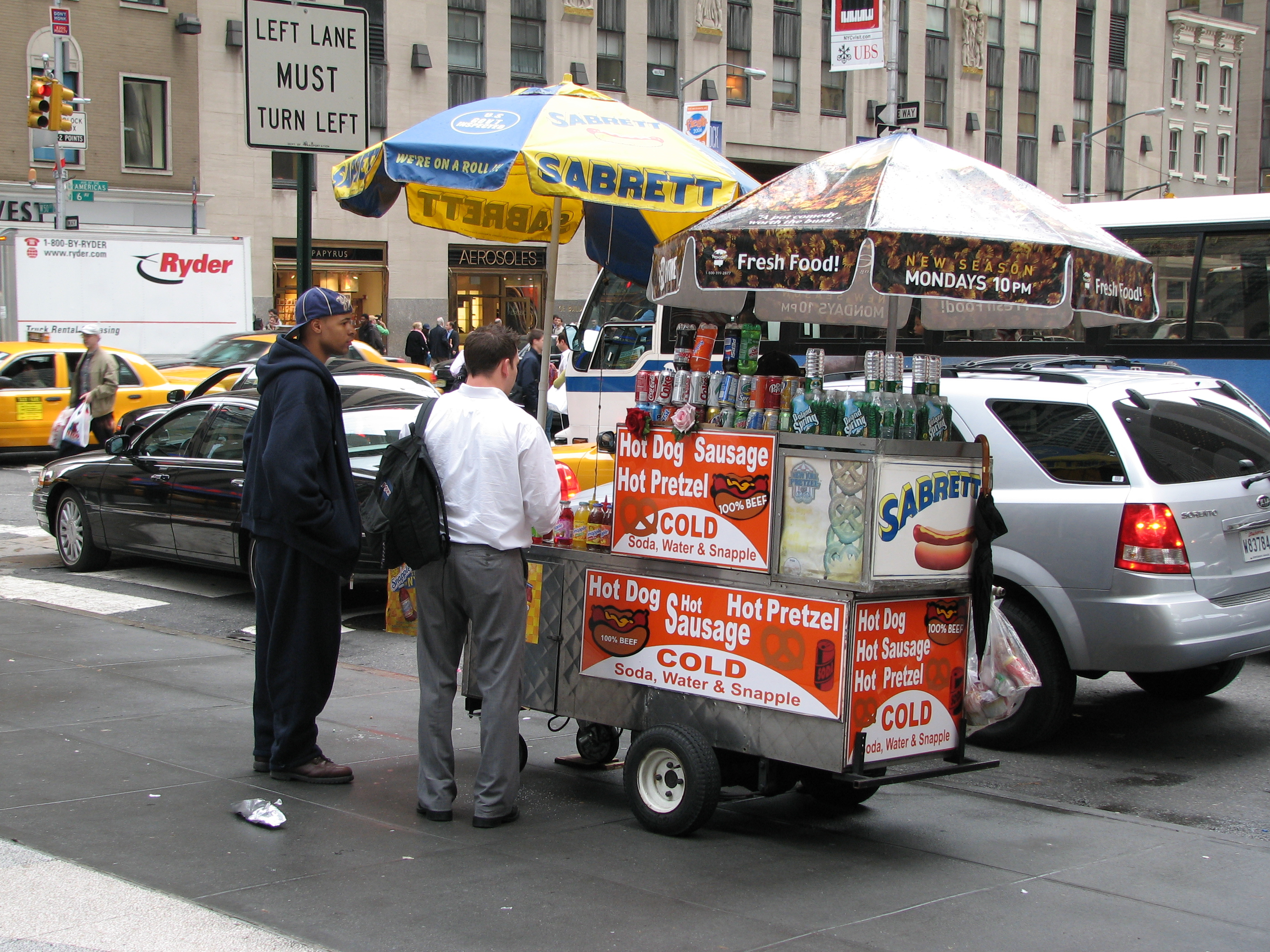
ホットドッグとプレッツェルの屋台、ニューヨーク

### ベトナムの屋台
フォー、バインミー（サンドイッチ）、ホビロン（孵化前のアヒルの卵）、オクニョイ（タニシの詰め物）など、種類が豊富である。揚げ春巻きも人気があるが、生春巻きは屋台によっては衛生上の注意が必要である。

## アメリカの屋台

### アメリカ合衆国の屋台
アメリカ合衆国でのスポーツ試合や移動式遊園地では、ホットドッグ、ハンバーガー、ポップコーン、プレッツェル、タコス、りんご飴等が代表的である。オフィス街や大きな大学のキャンパスでは、昼食時にサンドイッチやブリート、スープなどを売る移動販売車が見られる。ある程度の人口がある都市では、夏期に市内のレストランが市の中心部に屋台を出して数種の料理を提供するイベントが催される。子供の多い住宅地では、夏になるとアイスクリームの移動販売車が軽音楽を流しながら巡回する。

### ブラジルの屋台
ブラジルでは、フェイラ（路上で開かれる露天市）において精肉、鮮魚、青果そしてパステウ（ブラジル風揚げパイ）とカウド・デ・カーナ（サトウキビの搾りたて果汁。好みによってレモンやパイナップル等の果汁を混ぜる）を販売する屋台が定着している。他にもパモーニャ（トウモロコシを原材料にした料理）、茹でたトウモロコシ、ポップコーン、シュハスコ、サンドイッチ、ホットドッグが学生街、駅やバスターミナル付近の屋台で販売されている。

## ヨーロッパの屋台

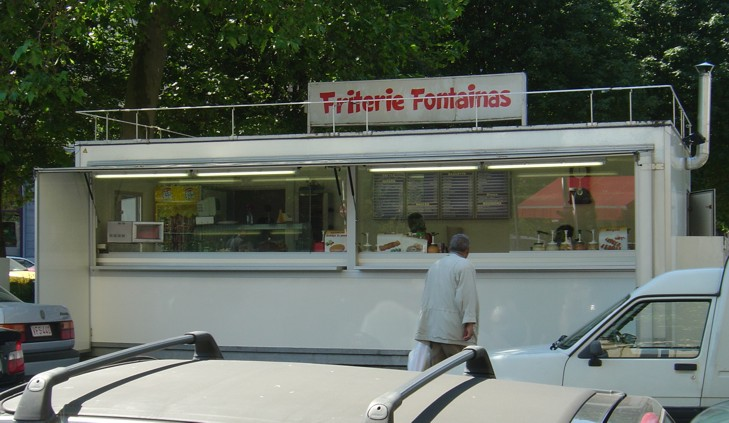
フライドポテト店、ブリュッセル

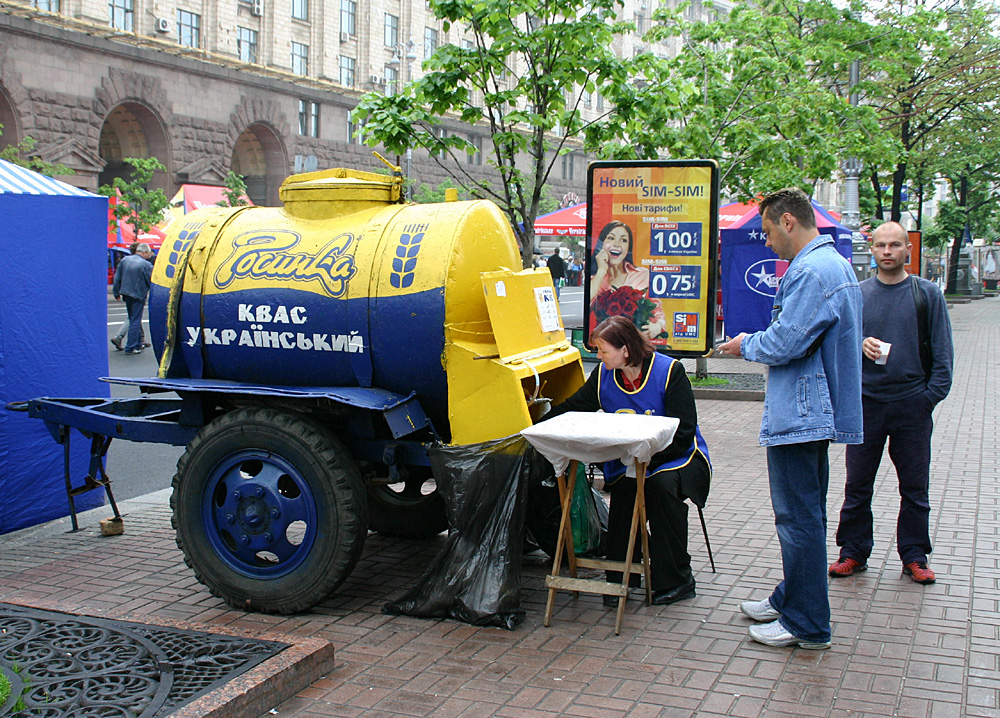
クワス売り、キエフ

### ドイツの屋台

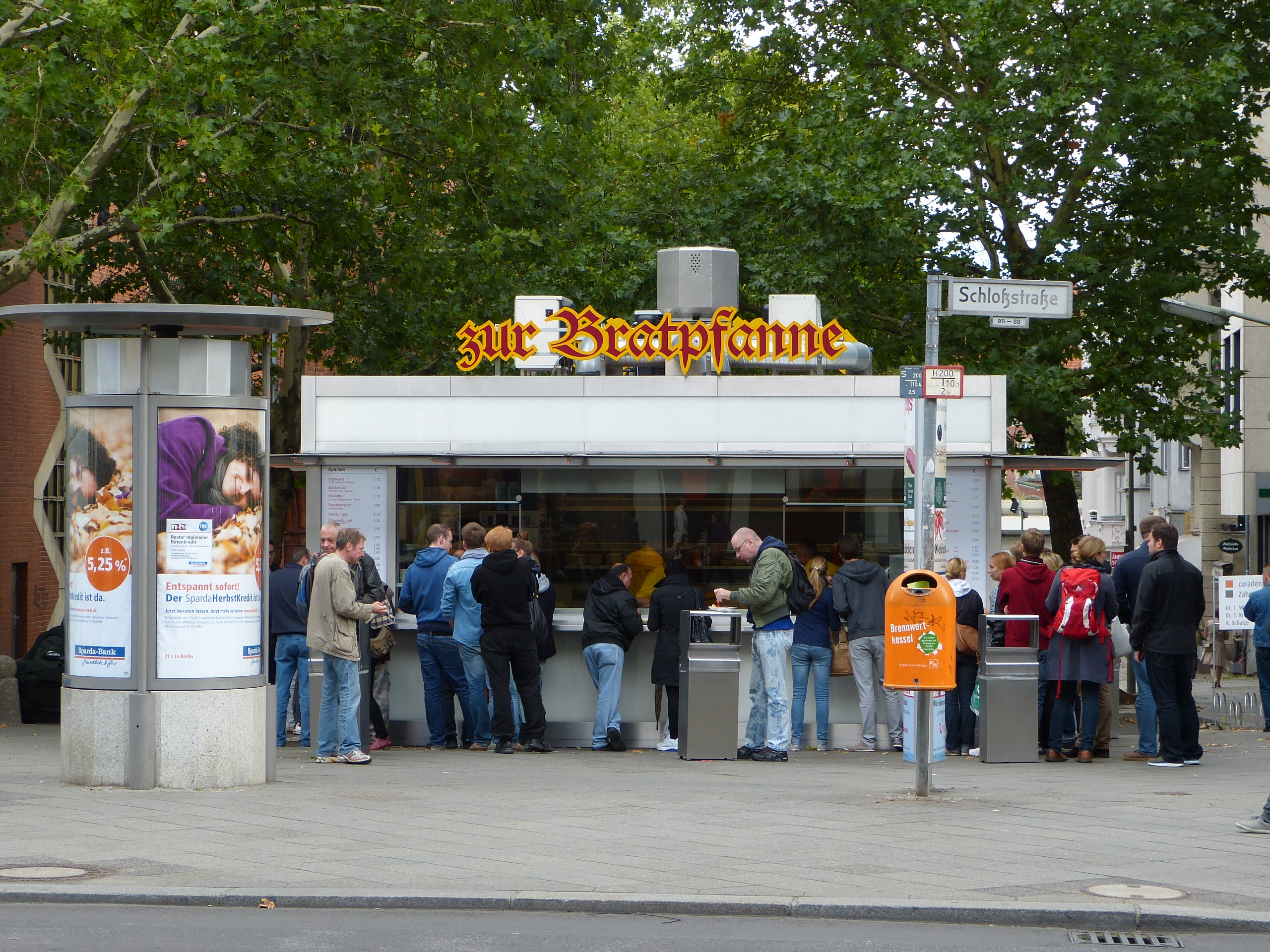
ベルリンにあるインビス

ドイツでは、カリーヴルストなどのソーセージを扱った軽食屋台「インビス」が街角や駅構内などに多く見られる。プレッツェルなども一緒に売られていることも多い。グリューワインなどの酒類も売られている。トルコ料理の人気が高いため、ドネルケバブも売られている。

### フランスの屋台
フランスの屋台はさまざまな軽食を扱うが、クレープ、ベルギーに端を発するゴーフル（ワッフル）、アイスクリームなど、甘味の軽食が多い。しかし中には本格的な食事を供す屋台もあり、ムール・フリット（ムール貝の白ワイン蒸しのフライドポテト添え）などを扱っている店もある。このほか、レバノン料理のファラフェルなどの中東のスナック、あるいは中華の点心などを扱う移民系の屋台も見られる。これらは、朝市で八百屋や魚屋の屋台に混ざって惣菜屋として機能していることも多い。冬季の焼き栗や焼きとうもろこしの屋台は、モンマルトルやメニルモンタンなどパリ北東部の庶民的地区の風物詩でもある。
クレープの屋台は特に多い。ジャムなどでの甘い味付けだけでなく、ハムやチーズといった塩味の軽食も扱っている。これらはノルマンディーやブルターニュ地方のガレット（蕎麦粉のクレープ）に端を発するが、現在街角で見られるクレープの屋台が全て蕎麦粉のガレットを扱っているとは限らない。むしろそのような地域の特徴を出したクレープは、それ専門の軽食レストランなどで供されるのが一般的である。
クリスマス期には、クリスマス市（フランス語：マルシェ・デュ・ノエル Marché du Noël）として町の中心広場などに木組みの仮設屋台が多く立ち、食べ物や小物などが売られる。小物としては木彫りの人形やクリスマスツリーの飾りなど、食べ物ではクリスマス用に特に飾りつけたパンケーキやホットワインなどが特に多く見られる。

### ベルギーの屋台
ワッフルやクレープ、フライドポテトやチョコレートなどが売られている。

### ギリシャの屋台
プレッツェルなどのパン類はよく売られている。

### チェコの屋台
ホットワインやスマジェニー・シール（揚げチーズ）のサンドイッチなどがよく売られている。

## アフリカの屋台

### エジプトの屋台
焼き芋の屋台がある。